# Monaster Przemienienia Pańskiego w Newlu
Monaster Przemienienia Pańskiego – prawosławny męski klasztor funkcjonujący w Newlu między XVII a XIX stuleciem. 

## Historia
Klasztor powstał przed rokiem 1692. W wymienionym roku doszło do pożaru głównej cerkwi w jego kompleksie; w kolejnych latach obiekt został wyremontowany, a cały monaster otoczony murem. W 1708 ponownej konsekracji dwupoziomowej świątyni monasterskiej dokonał biskup białoruski Sylwester. Wspólnota otrzymała uposażenie od Radziwiłłów, którzy przekazali mnichom. Monaster istniał do lat 20. XIX wieku.